# Rainer Volkmann
Rainer Volkmann (* 3. Juni 1942 in Mittersill im Salzburger Land) ist ein Politiker der SPD.

## Leben
Nach der Evakuierung in St. Veit im Pongau (Land Salzburg) kam seine Familie nach Ammerland am Starnberger See, wo er 1948 eingeschult wurde und 1950 schließlich nach München. Er besuchte viereinhalb Jahre  die Rudolf-Steiner-Schule in Schwabing und absolvierte nach 7 Jahren an der Rupprecht-Oberrealschule 1962 das Abitur. Danach folgte ein Jurastudium in München und Berlin. Bis zu seiner Anwaltstätigkeit arbeitete er vier Jahre als Rechtskundelehrer an der städtischen Fachoberschule und ab 1974 als selbständiger Rechtsanwalt im Münchner Stadtteil Neuhausen. Seit 1980 ist er mit Annemarie Böhm-Volkmann verheiratet und hat zwei Töchter. Neben seiner parteipolitischen Arbeit ist er Ehrenvorsitzender des Mietervereins München e.V. und war ab der Gründung 14 Jahre Vorsitzender des Fördervereins "Freunde des Rupprecht-Gymnasium München e.V.".

## Politik
Volkmann wurde 1962 SPD-Mitglied, war Ende der sechziger Jahre Kreisvorsitzender der Jusos und von 1972 bis 1975 Vorsitzender des Ortsvereins Neuhausen-Nymphenburg. Im gleichnamigen Bezirksausschuss war er von 1972 bis 1978 Fraktionssprecher der SPD und von 1978 bis 1998 ehrenamtlicher Stadtrat der Landeshauptstadt München mit den Schwerpunkten Stadtplanung, Energie und Verkehr und insbesondere Wohnungspolitik.
Von  1998 bis 2008 war er Mitglied des Bayerischen Landtags, dort im Ausschuss für Kommunale Fragen und Innere Sicherheit sowie Sprecher der SPD-Fraktion für Wohnungspolitik in der ersten Legislaturperiode und in der zweiten für Integration und Migration. Während dieser Zeit betreute er für seine Partei die Landkreise Altötting und Mühldorf am Inn, die keinen eigenen Landtagsabgeordneten hatten.
Im Ruhestand gilt sein Interesse und Engagement vor allen Dingen der Klimapolitik und dem Ausbau der Erneuerbaren Energien im Arbeitskreis Umwelt und Energie der Münchner SPD. Erwähnt sei auch die langjährige Mitgliedschaft in der "Deutschen Gesellschaft für Sonnenenergie e.V.", bei der er Mitglied im Vorstand der Sektion München/Oberbayern und Delegierter zur jährlichen Bundesdelegiertenversammlung ist.